# Chiến thắng

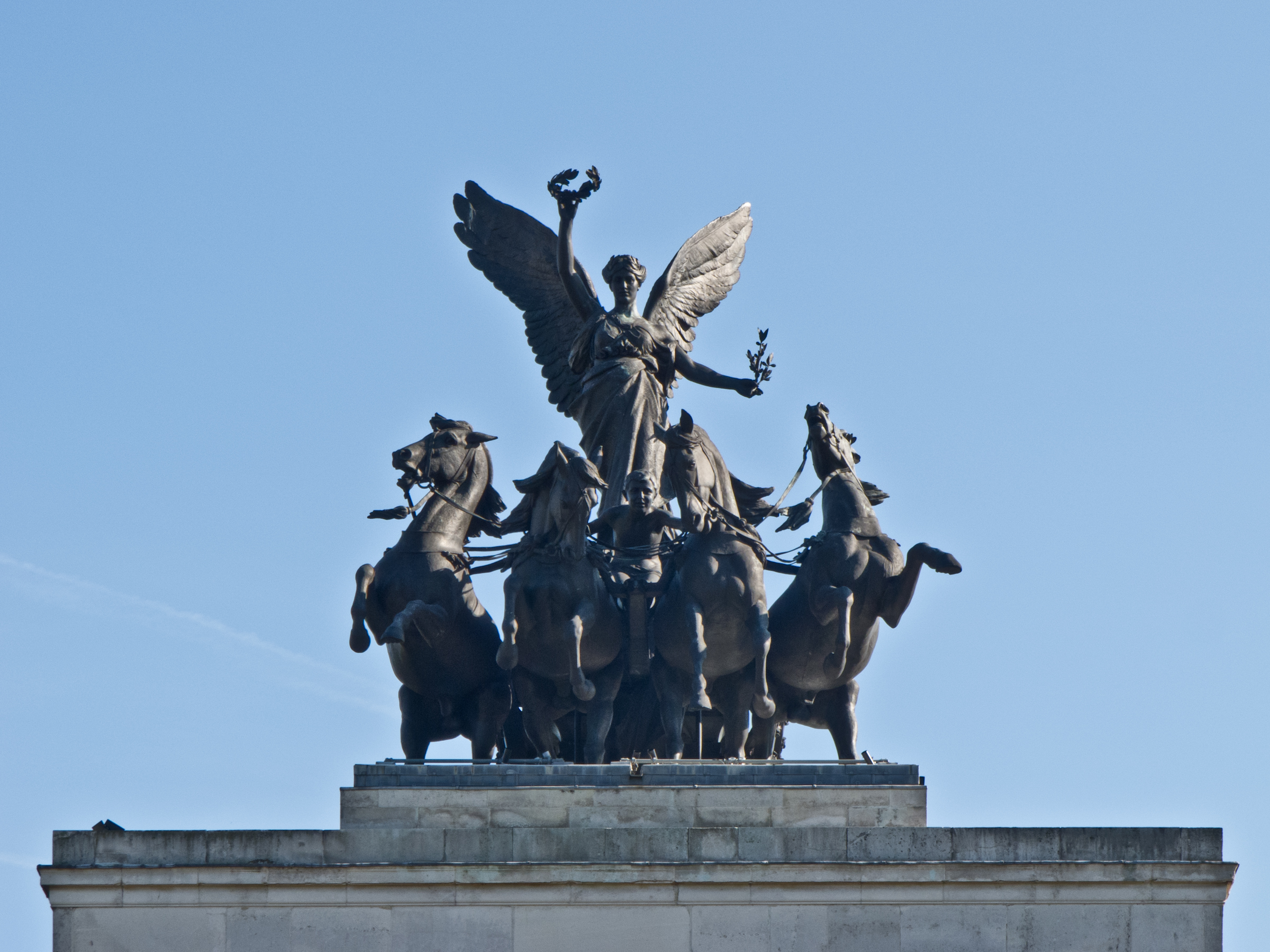
Tượng Nữ thần Chiến thắng tại Khải hoàn môn Wellington, thủ đô Luân Đôn.

Chiến thắng, còn gọi là thắng lợi, là một thuật ngữ, vốn được áp dụng cho chiến tranh, để chỉ thành đạt trong một trận giao đấu tay đôi, trong các chiến dịch quân sự, hoặc có thể hiểu rộng ra là trong bất kỳ một cuộc thi đấu nào. Chiến thắng trong một chiến dịch quân sự thường được xem là thắng lợi chiến lược, trong khi chiến thắng trong một trận giao tranh thường được xem là thắng lợi chiến thuật.
Trong cảm xúc con người, chiến thắng thường đi kèm với niềm hân hoan nồng nhiệt.
Trong thời kỳ La Mã cổ đại, những chiến thắng thường được kỷ niệm bằng các lễ diễu binh khải hoàn và những công trình như tượng đài chiến thắng (chẳng hạn như Tượng đài chiến thắng Traianus tôn vinh chiến thắng của Hoàng đế Traianus). Người thắng trận cũng mang về những chiến lợi phẩm lấy từ kẻ thù chiến bại, chẳng hạn như binh khí (spolia), hoặc là một phần cơ thể của giặc thù (như trong trường hợp của những kẻ săn đầu người).
Trong thần thoại, chiến thắng thường được tôn sùng, ta có thể thấy qua các tích xưa về Nữ thần Nike của Hy Lạp cổ đại hoặc là Nữ thần Victoria của La Mã cổ đại. Những chiến thắng điển hình của [[cái thiện trước cái ác]], hoặc của ánh sáng trước bóng tối... là một chủ đề muôn thuở trong thần thoại và cổ tích.
Bên cạnh mọi vinh quang chiến thắng, có những trường hợp như chiến thắng kiểu Pyrros (thắng không lợi hay "thắng hại") là một thắng lợi đạt được với cái giá quá đắt, và dần dần dẫn đến chiến bại cho phe thắng trận.

## Trong văn hóa đại chúng

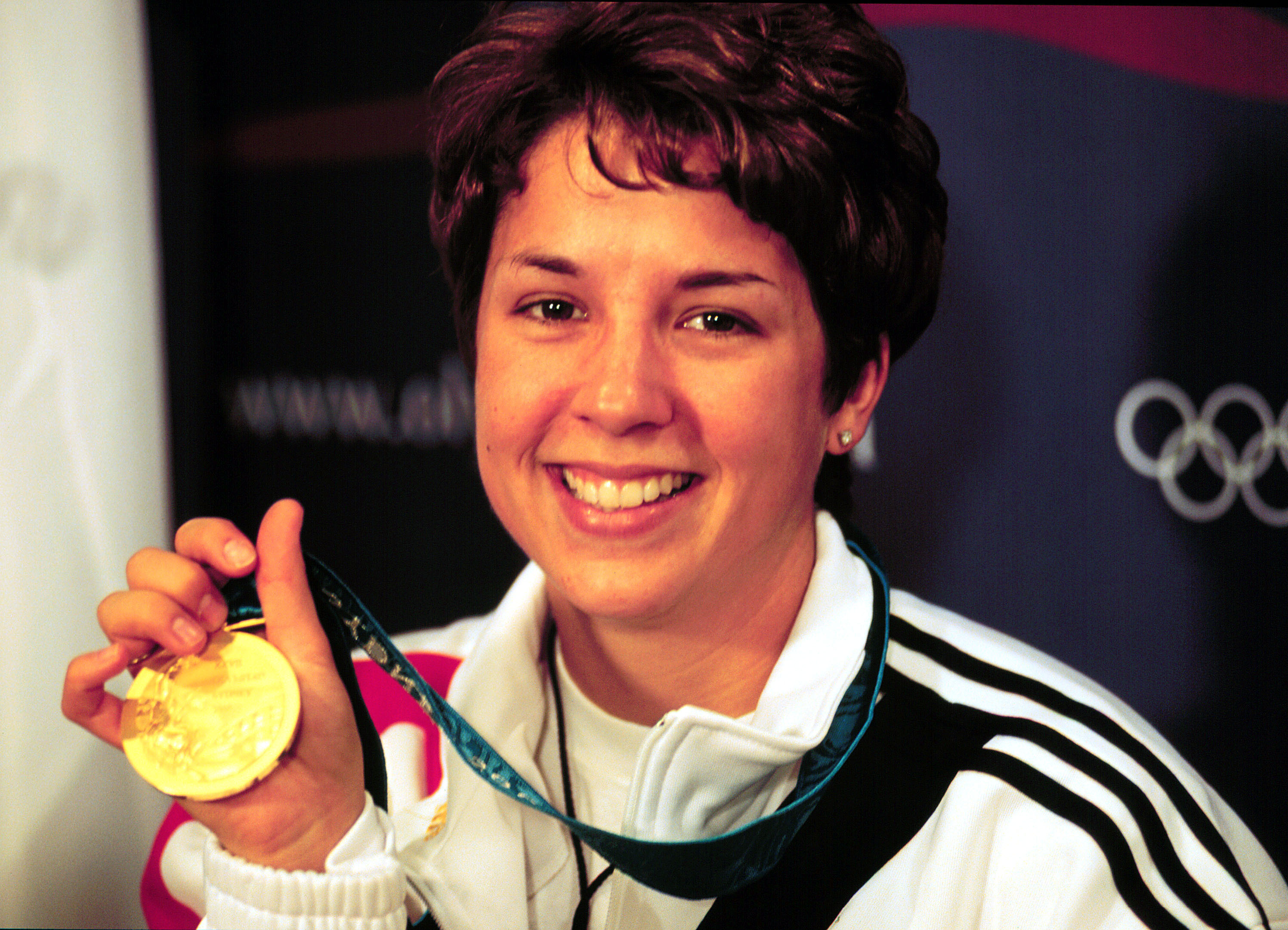
Nancy Johnson giành được huy chương vàng Olympic 2000

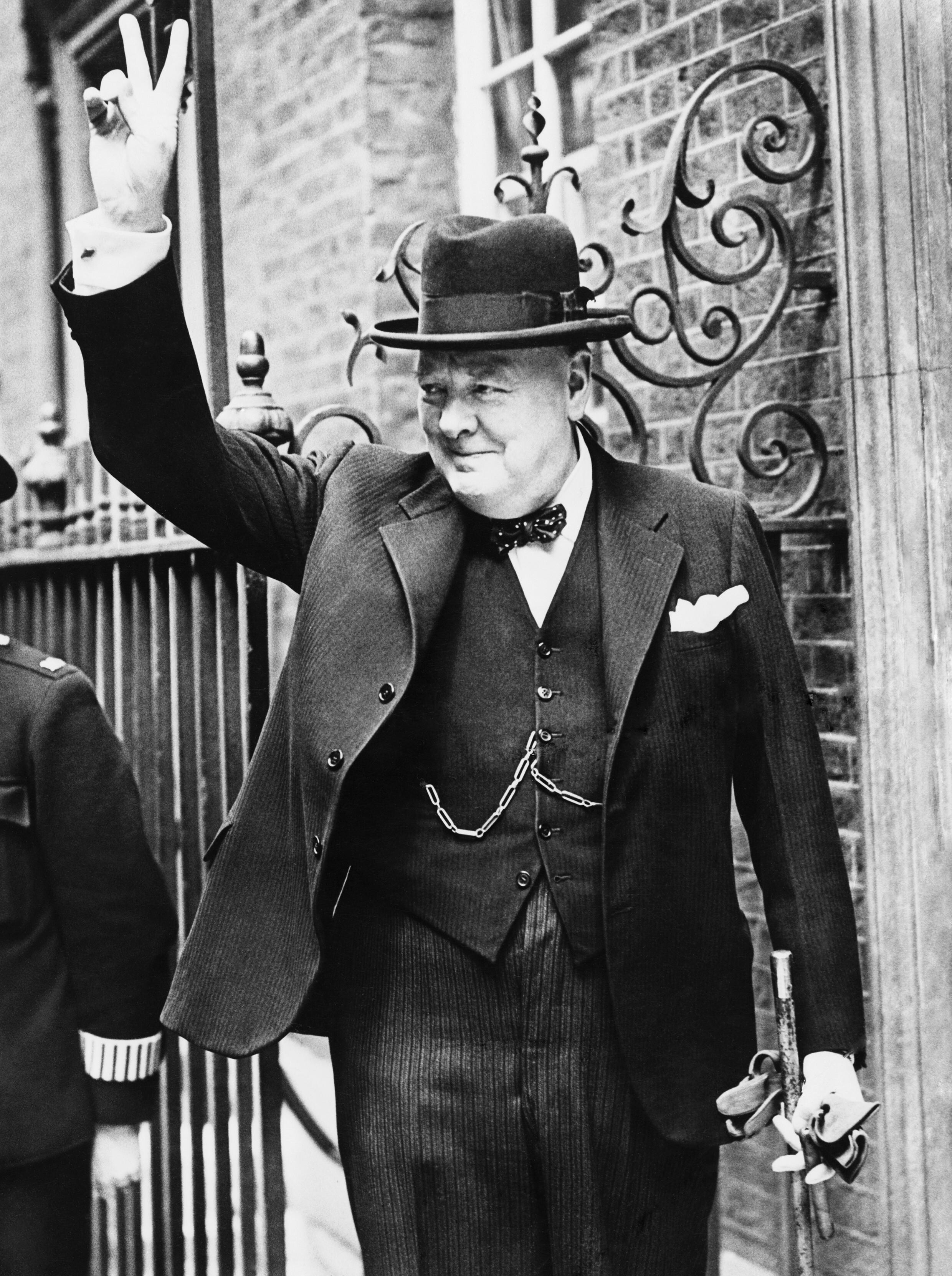
Winston Churchill năm 1943 với dấu hiệu chiến thắng chữ V

Trước đây, biểu tượng của chiến thắng tại các nước phương Tây thường dùng Vòng nguyệt quế.
Chiến thắng hay thắng lợi hay là thành công thường được dùng cho các tranh tài trong thể thao, kinh doanh, hay là thi tuyển trong những cuộc thi, kỳ thi. Như khi giành được huy chương trong một cuộc tranh tài thể thao.
Khi thắng, người chiến thắng thường tỏ ra thái độ hân hoan, vui mừng. Một trong những cử chỉ biểu lộ chiến thắng phổ biến nhất là dơ 2 ngón tay lên cao, hay là làm dấu hiệu chữ V (cho Victory)